# Méteregyezmény

Az egyezményt aláíró és csatlakozott országok (vörös illetve rózsaszínnel jelölve)

A méteregyezmény (franciául Convention du Mètre, angolul Treaty of the Meter) 1875. május 20-án Párizsban aláírt nemzetközi egyezmény, melynek célja egy nemzetközi méréstudományi intézet felállítása a méterrendszer kialakításának koordinációjára. A tizenhét ország által aláírt egyezményt 1921-ben jelentősen felülvizsgálták. A rendszert 1960 óta SI-mértékegységrendszernek (Système international d'unités, nemzetközi mértékegységrendszer) nevezik.
A méteregyezménnyel létrehozott három intézmény:
- CGPM, Conférence générale des poids et mesures Általános Súly- és Mértékügyi Konferencia négyévenként rendezik, legfelsőbb döntéshozó testületként funkcionál
- BIPM Bureau international des poids et mesures Nemzetközi Súly- és Mértékügyi Hivatal Mérésügyi központ Párizs mellett, Sèvres-ben
- CIPM Comité international des poids et mesures Nemzetközi Súly- és Mértékügyi Bizottság; a BIPM tanácsadó testülete, évente ülésezik

## Az egyezmény tagjai
A méteregyezményt eredetileg 17 ország írta alá. Ez a szám az 1900-as évig 21-re emelkedett, 1950-ig 32-re, 1975-ig 44-re, 1997-ig 48-ra, 2001-ig 49-re. 2008 végéig 52 tag, és további társult tag listája (a belépés időpontja zárójelben).
Teljes jogú tagok:
- Amerikai Egyesült Államok (1878)
- Argentína (1877)
- Ausztrália (1947)
- Ausztria (1875)
- Belgium (1875)
- Brazília (1921)
- Bulgária (1911)
- Chile (1908)
- Csehország (1922-ben, mint Csehszlovákia része)
- Dánia (1875)
- Dél-afrikai Köztársaság (1964)
- Dél-Korea (1959)
- Dominikai Köztársaság (1954)
- Egyesült Királyság (1884)
- Egyiptom (1962)
- Finnország (1923)
- Franciaország (1875)
- Görögország (2001)
- Hollandia (1929)
- India (1957)
- Indonézia (1960)
- Irán (1975)
- Írország (1925; de eredetileg is elfogadta, minthogy 1875-ben az Egyesült Királyság tagja volt)
- Izrael (1985)
- Olaszország (1875)
- Japán (1885)
- Kanada (1907)
- Kazahsztán (2008)
- Kína (1977)
- Lengyelország (1925)
- Malajzia (2001)
- Mexikó (1890)
- Magyarország (1925; a tagság megerősítése az Ausztriától való különválás miatt lett szükséges)
- Németország (1875)
- Norvégia (1875)
- Oroszország (1875)
- Pakisztán (1973)
- Portugália (1876)
- Románia (1884)
- Szerbia (1879)
- Szingapúr (1994)
- Szlovákia (1922-ben, Csehszlovákia részeként)
- Spanyolország (1875)
- Svédország (1875)
- Svájc (1875)
- Thaiföld (1912)
- Törökország (1875)
- Új-Zéland (1991)
- Uruguay (1908)
- Venezuela (1879)

Társult tagok:
- Albánia (2007. szeptember 10.)
- Antigua és Barbuda (2005. október 10.)
- Barbados (2005. október 10.)
- Belize (2005. október 10.)
- Bolívia (2008. április 4.)
- Costa Rica (2004. január 29.)
- Dominika (2005. október 10.)
- Ecuador (2000. november 20.)
- Észtország (2005. január 27.)
- Fehéroroszország (2003. május 5.)
- Grúzia (2008. január 1.)
- Guyana (2005. október 10.)
- Grenada (2005. október 10.)
- Hongkong (2000. április 8.)
- Horvátország (2005. június 16.) A horvát–magyar kiegyezés értelmében (1868) Magyarország társországaként már 1875-ben elfogadta
- Jamaica (2003. szeptember 15.)
- Kazahsztán (2003. szeptember 14.)
- Karib-tengeri Közösség (tagjai saját nevükön szerepelnek a listán)
- Kenya (2002. szeptember 24.)
- Kuba (2000. december 19.)
- Lettország (2001. január 11.)
- Litvánia (2001. március 12.)
- Macedónia (2005. október 10.)
- Málta (2001. április 11.)
- Moldova (2007. január 1.)
- Panama (2003. augusztus 3.)
- Fülöp-szigetek (2002. június 1.)
- Tajvan (2002. április 26.)
- Szlovénia (2003. június 2.)
- Saint Kitts és Nevis (2005. október 10.)
- Saint Lucia (2005. október 10.)
- Saint Vincent és a Grenadine-szigetek (2005. október 10.)
- Srí Lanka (2007. augusztus 3.) előzőleg: Ceylon
- Suriname (2005. október 10.)
- Trinidad és Tobago (2005. október 10.)
- Ukrajna (2002. augusztus 19.)
- Vietnám (2003. október 10.)

## Egykori tagok
- Észak-Korea (1982–2012)
- Kamerun (1970–2012)